# Кнушевицкая, Ольга Степановна
Ольга Степановна Кнушевицкая (1844 или 1845 — не ранее 1913) — первая женщина-железнодорожница России.
Дочь Степана Кнушевицкого, начальника станции Вязниковской. 10 апреля 1863 года, в 18 лет, с особого разрешения Министерства путей сообщения Российской империи получила должность билетного кассира на станции Вязниковской Московско-Нижегородской железной дороги. Проработала на должности более 40 лет, после чего работала на аналогичной должности на станции Владимир.
Была организатором первого любительского театра в Вязниках.
В 1913 года широко праздновался юбилей её 50-летней службы на дороге. Были посланы приветственные телеграммы от работников железнодорожного транспорта, членов Государственной думы и других лиц. Юбилярше была подарена брильянтовая брошь с юбилейной датой от начальника Николаевской железной дороги генерала Ивановского. В 2010 году на здании вокзала станции Вязники открыта мемориальная доска в честь О. С. Кнушевицкой.